# Dr. Eggman
Doktor Ivo "Eggman" Robotnik, v slovenskih medijih poznan tudi kot doktor Jajčko (angleško Doctor Eggman), je glavni antagonist medijske franšize Ježek Sonic. Robotnik je nori znanstvenik, ki venomer kuje načrte za zavzetje sveta, ki pa mu jih vedno prečrtajo Ježek Sonic in njegovi prijatelji. Znana sta dva, sicer pokojna, Robotnikova sorodnika; njegov dedek Gerald Robotnik in njegova sestrična Maria.
Robotnik je nastopil v veliki večini iger v franšizi, nastopil pa je tudi v več risankah, stripih, risanem filmu in dveh igranih filmih, v katerih je njegovo vlogo odigral Jim Carrey.
Glas mu v igrah že od leta 2003 posoja glasovni igralec Mike Pollock.

## Ime
Na Japonskem je bilo doktorjevo pravo ime že od začetka v prevodu »Jajčko« (Eggman). Ob ameriški lokalizaciji serije je bilo njegovo ime spremenjeno v prevodu v »Ivo Robotnik«.
Debata o njegovem pravem imenu se je končala ob izidu igre Sonic Adventure leta 1998. V nekem prizoru se doktor predstavi kot »dr. Robotnik«, nakar ga Sonic posmehljivo imenuje »Jajčko«. Od takrat za pravo ime velja »Ivo Robotnik«, »Jajčko« pa je njegov vzdevek, izpeljan iz jajčaste oblike njegovega telesa. Vzdevek naj bi kasneje Robotnik prevzel kot psevdonim, saj se tako Sonic ne bi mogel iz njega več norčevati.
Na slovenskem je v animirani seriji Ježek Sonic Boom imenovan dr. Eggman, medtem ko se v igranih filmih pojavi ime dr. Robotnik, v prevodih opisov Lego kompletov pa dr. Jajčko.

## Igre
- Sonic the Hedgehog (1991)
- Sonic the Hedgehog 2 (1992)
- Sonic CD (1993)
- Sonic Chaos (1993)
- Sonic the Hedgehog 3 (1994)
- Sonic & Knuckles (1994)
- Sonic the Hedgehog Triple Trouble (1994)
- Knuckles' Chaotix (cameo, 1995)
- Sonic Blast (1996)
- Sonic 3D: Flickies' Island (1996)
- Sonic the Fighters (1996)
- Sonic R (1997)

- Sonic Adventure (1998)
- Sonic the Hedgehog Pocket Adventure (1999)
- Sonic Advance (2001)
- Sonic Adventure 2 (2001)
- Sonic Advance 2 (2002)
- Sonic Heroes (2003)
- Sonic Advance 3 (2004)
- Sonic Rush (2005)
- Shadow the Hedgehog (stranska vloga, 2005)
- Sonic the Hedgehog (2006)
- Sonic and the Secret Rings (2007)
- Sonic Rush Adventure (2007)
- Sonic Unleashed (2008)
- Sonic the Hedgehog 4: Episode 1 (2010)
- Sonic Colors (2010)
- Sonic Generations (2011)
- Sonic the Hedgehog 4: Episode 2 (2012)
- Sonic Lost World (2013)
- Sonic Mania (2017)
- Sonic Forces (2017)
- Sonic Frontiers (2022)

## Filmi

### Filmi v franšizi
- Ježek Sonic (anime, 1996, mednarodna izdaja 1999)
- Ježek Sonic (2020)
- Ježek Sonic 2 (2022)

### Filmi izven franšize
- Razbijač Ralph (2012)
- Ralph ruši internet (2018)

### Animirane serije[18]
- Adventures of Sonic the Hedgehog (1993)
- Sonic the Hedgehog (1993 - 1994)
- Sonic Underground (1999 - 2000)
- Sonic X (2003 - 2006)
- Ježek Sonic Boom (2014 - 2017)
- Sonic Prime (2022)